# Língua chamalal
Chamalal é uma língua Ândica da  família das línguas Caucasianas Nordeste falada no sudoeste do Daguestão por cerca de 5 mil pessoas do povo Chamalal. São três seus dialetos, Gadyri , Gakvari e Gigatl.

## Escrita
O Chamalal usa uma versão própria do alfabeto cirílico com 41 letras